# 롤랜도 에런스
롤랜도 에런스(Rolando Aarons, 1995년 11월 16일 ~ )는 자메이카 태생의 잉글랜드 축구 선수이다. 현재 허더즈필드 타운 AFC에서 윙어로 뛰고 있다.

## 수상 경력
뉴캐슬 유나이티드
- EFL 챔피언십: 2016-17